# ラジオ・星空へ架かる橋「よろづよ別館」
ラジオ・星空へ架かる橋「よろづよ別館」（らじお・ほしぞらへかかるはし「よろづよべっかん」）は、2011年4月1日から8月26日まで音泉で毎週金曜日に配信されたインターネットラジオ番組。テレビアニメ『星空へ架かる橋』に関する内容を扱っていた。

## 番組概要
- 配信期間：2011年4月1日 - 8月26日
- 配信サイト（配信日）：音泉（毎週金曜日）
- スポンサー：feng/山比古町観光協会 2011

## パーソナリティ
- 河原木志穂
- 大久保藍子

## コーナー
ふつおたレストラン
番組の感想や近況のことについてなど、ふつうのお便りを紹介する。
ラウンジ千歌
千歌さんが元気のないお客様（リスナー）へエールを送るコーナー。
思い出ノート
旅をした思い出を紹介してもらい、山比古町の発展の参考にするコーナー。
懺悔・掛け流し
ちょっと悪いことをした経験を送ってもらい、よろづよ別館の「露天風呂」で掛け流そうというコーナー。
山比古町へようこそ？
スタジオを山比古町のような雰囲気にするために、パーソナリティに色々なことに検証を行うコーナー。

## ゲスト
- 第7,8回青葉りんご（日向伊吹 役）
- 第11回たかはし智秋（藤堂つむぎ 役）
- 第13,14回門脇舞以（藤堂かさね 役）
- 第15,16回中村繪里子（中津川初 役）
- 第19,20回のみこ（OP歌手）